# Desmia niveiciliata
Desmia niveiciliata là một loài bướm đêm trong họ Crambidae.